# Wario World
Wario World är ett plattformsspel till GameCube, utgivet av Nintendo och utvecklat av Treasure. Detta spel utspelar sig efter Wario Land 4. Det är även det första spelet där Wario är huvudpersonen i ett konsolspel.

## Handling
Antihjälten Wario har nu samlat på sig en mäktig hög med skatter av olika slag. Tyvärr för honom är en av dessa skatter en ond Svart Juvel. Juvelen vaknar till liv en natt och raserar Warios slott och förvandlar alla hans skatter till monster. Nu måste Wario besegra fienderna, samla ihop alla sina skatter igen och ta upp kampen mot den Svarta Juvelen.

## Kritik
Spelet har fått kritik för att vara för kort.